# Zeit (альбом Rammstein)
Zeit (с нем. — «Время») — восьмой студийный альбом немецкой NDH-группы Rammstein, вышедший 29 апреля 2022 года.

## Создание
Из-за пандемии COVID-19 в 2020 году Rammstein пришлось отложить выступления в Европе и Северной Америке, и музыканты вернулись в студию La Fabrique Studios, в которой они записывали свой предыдущий альбом. К февралю 2021 года запись альбома была завершена. В марте того же года клавишник Кристиан Лоренц сообщил, что группа не планировала записывать новый альбом, но из-за вынужденной приостановки концертной деятельности группа занялась записью нового материала. В ноябре 2021 года гитарист Рихард Круспе поделился в интервью, что группа планирует выпустить свой восьмой студийный альбом перед их турне, стартующим в мае 2022 года. Свен Хельбиг, занимавшийся струнными арранжировками для альбома, в феврале 2022 года рассказал в интервью, что Rammstein пришлось отложить выпуск альбома из-за «нехватки бумаги», необходимой для печати буклетов для компакт-дисков и конвертов виниловых пластинок.

### Продвижение
9 марта 2022 года в своих социальных сетях группа выпустила 26-секундный тизер предстоящего дебютного сингла с альбома, анонсировав его выход на следующий день. На официальном YouTube-канале была запланирована его премьера с названием «Zeit kommt» (с нем. — «Время приходит»). В конце марта в сеть утёк треклист альбома. По словам СМИ, утечка произошла со стороны мексиканского подразделения Universal Music.
25 марта группа объявила о крупной промоакции к альбому — по всему миру были спрятаны 11 Zeit-капсул. На сайте группы частями были показаны координаты, по которым нужно было найти капсулу. В её наполнении был код для открытия названия песни, автографы группы и 2 билета на концерт.
7 апреля 2022 года вышел сингл «Zick Zack». На трек был снят клип, режиссёром выступил Йорн Хайтманн.
29 апреля 2022 года вместе с альбомом был выпущен клип «Angst».
25 мая 2022 года группа выпустила клип на песню «Dicke Titten».
24 ноября 2022 года группа выпустила клип «Adieu».

### Обложка
На обложке альбома изображены музыканты Rammstein, спускающиеся по лестнице «Башни-толстушки» (с нем. — «Trudelturm»), памятника промышленной архитектуры, в котором ранее находилась лаборатория по аэродинамическим исследованиям, расположенному в Аэродинамическом парке в Адлерсхофе. Фотография, использованная для обложки, была сделана канадским музыкантом Брайаном Адамсом.

## Список композиций
Слова и музыка всех песен — Кристофа Шнайдера, Кристиана Лоренца, Пауля Ландерса, Рихарда Круспе, Тилля Линдеманна и Оливера Риделя.
| №                   | Название            | Длительность |
| ------------------- | ------------------- | ------------ |
| 1.                  | «Armee Der Tristen» | 3:26         |
| 2.                  | «Zeit»              | 5:21         |
| 3.                  | «Schwarz»           | 4:18         |
| 4.                  | «Giftig»            | 3:08         |
| 5.                  | «Zick Zack»         | 4:04         |
| 6.                  | «OK»                | 4:03         |
| 7.                  | «Meine Tränen»      | 3:56         |
| 8.                  | «Angst»             | 3:44         |
| 9.                  | «Dicke Titten»      | 3:38         |
| 10.                 | «Lügen»             | 3:48         |
| 11.                 | «Adieu»             | 4:36         |
| Общая длительность: | Общая длительность: | 42:02        |

## Участники записи
Информация взята из Tidal.

### Исполнители

#### Rammstein
- Тилль Линдеманн — вокал
- Рихард Круспе — соло-гитара
- Пауль Ландерс — ритм-гитара
- Оливер Ридель — бас-гитара
- Кристоф Шнайдер — ударные
- Кристиан Лоренц — клавишные

#### Дополнительные
- Концертный хор Дрездена — вокал (композиции 1, 2, 10, 11)
- Фридеман Шульц — дирижёр, фортепиано (композиции 1, 2, 10, 11)
- Константин Криг — дополнительные клавишные инструменты (композиции 2, 8, 9), горн (композиции 9)
- Ж. Ж. Дюве — бэк-вокал (композиция 2)
- Саксонская государственная капелла — оркестр (композиции 3, 9)
- Вильгельм Кейтель — дирижёр (композиция 6)
- Минский академический хор — вокал (композиция 6)
- Вольфрам Гроссе — кларнет (композиция 7)
- Бернд Шобер — гобой (композиция 7)

### Производственная группа
- Ольсен Инвольтини[нем.] — продюсер, сведение, звукорежиссёр
- Rammstein — продюсеры
- Йенс Дрисен — мастеринг
- Флориан Аммон — программирование
- Скай ван Хофф[нем.] — программирование
- Константин Криг — программирование (композиции 2, 9)
- Мартин Фишер — звукорежиссёр (композиции 1, 2, 7, 10, 77)
- Дмитрий Каршакевич — звукорежиссёр (композиция 6)
- Сергей Чайка — звукорежиссёр (композиция 6)
- Даниэль Кайотт — помощник звукорежиссёра
- Свен Хельбиг[англ.] — аранжировщик хора (композиции 1, 2, 6, 11), аранжировщик струнных инструментов (композиции 3, 7, 9)

## Позиции в чартах
| Чарты (2022)                                  | Высшая позиция |
| --------------------------------------------- | -------------- |
| Австралия (ARIA)                              | 3              |
| Бельгия/Валлония (Ultratop)                   | 1              |
| Бельгия/Фландрия (Ultratop)                   | 1              |
| Великобритания (UK Albums Chart)              | 3              |
| Великобритания (UK Rock & Metal Albums Chart) | 1              |
| Германия (Offizielle Top 100)                 | 1              |
| Ирландия (Irish Albums Chart)                 | 20             |
| Италия (FIMI)                                 | 12             |
| Канада (Canadian Albums Chart)                | 7              |
| Литва (AGATA)                                 | 10             |
| Нидерланды (Album Top 100)                    | 1              |
| Новая Зеландия (RMNZ)                         | 11             |
| Норвегия (VG-lista)                           | 1              |
| США (Billboard 200)                           | 15             |
| США (Billboard Top Hard Rock Albums)          | 1              |
| США (Billboard Top Rock Albums)               | 2              |
| США (Billboard World Albums)                  | 1              |
| Финляндия (Suomen virallinen lista)           | 1              |
| Франция (SNEP)                                | 1              |
| Чехия (ČNS IFPI)                              | 1              |
| Швейцария (Schweizer Hitparade)               | 1              |
| Швеция (Sverigetopplistan)                    | 1              |
| Шотландия (Scottish Albums Chart)             | 1              |
| Япония (Oricon)                               | 75             |

## Сертификации
| Регион                                                                      | Сертификация | Продажи |
| --------------------------------------------------------------------------- | ------------ | ------- |
| Австрия (IFPI Austria)                                                      | Золотой      | 7500    |
| Франция (SNEP)                                                              | Золотой      | 50 000  |
| Германия (BVMI)                                                             | 3× Золотой   | 300 000 |
| Польша (ZPAV)                                                               | Золотой      | 10 000  |
| Швейцария (IFPI Switzerland)                                                | Платиновый   | 20 000  |
| Данные о продажах + прослушиваниях приведены только на основе сертификации. |              |         |